# Francisco Robles Ortega

Francisco kardinál Robles Ortega (* 2. března 1949 Mascota) je mexický římskokatolický kněz, arcibiskup Guadalajary, kardinál.

## Kněz
Studoval v seminářích v Guadalajaře a v Zamoře. Kněžské svěcení přijal 20. července 1976. Poté pokračoval ve studiích v Římě, kde v roce 1979 získal doktorát z dogmatické teologie na Papežské univerzitě Gregoriana.
Po návratu do vlasti působil jako kaplan ve farnosti Autlán. Ve zdejším semináři byl prefektem, později rektorem a předsedou kněžské rady. V letech 1985 až 1991 vykonával funkci generálního vikáře této diecéze.

## Biskup
Dne 30. dubna 1991 ho papež Jan Pavel II. jmenoval pomocným biskupem diecéze Toluca, biskupské svěcení přijal 5. června téhož roku. Po smrti diecézního biskupa Torrese 15. října 1995 se stal administrátorem diecéze a 15. června sídelním biskupem. Dne 25. ledna 2003 ho Jan Pavel II. jmenoval arcibiskupem Monterrey.

## Kardinál
Na podzim 2007 ho papež Benedikt XVI. jmenoval kardinálem, kardinálské insignie převzal na konzistoři 24. listopadu téhož roku. Dne 7. prosince 2011 byl jmenován arcibiskupem Guadalajary, do funkce byl slavnostně uveden 7. února 2012.